# Benoni (Zuid-Afrika)
Benoni is een stad aan Witwatersrand in de provincie Gauteng in het noordoosten van Zuid-Afrika. De plaats is in 1881 gesticht door Johan Rissik die de plaats noemde naar de Bijbelse figuur Benjamin.
Benoni heeft ongeveer 600.000 inwoners en maakt deel uit van de grootstedelijke gemeente Oost-Rand.
Op 8 februari 2004 werden hier vier leden van de familie Van de Merwe vermoord, een van de zogeheten Plaasmoorde.

## Subplaatsen
Het nationaal instituut voor de statistiek, Stats SA, deelt sinds de census 2011 deze hoofdplaats in in 61 zogenaamde subplaatsen (sub place), waarvan de grootste zijn:
Actonville • Benoni SP • Crystal Park • Farrarmere • Kleinfontein AH • Mackenzie Park • Mayfield • Mayfield Ext 1 • Modderfontein • Northmead • Range View • Rynfield.

## Geboren
- Denis Worrall (1935-2023), diplomaat
- Kleinboer (1956), schrijver
- Charlize Theron (1975), Oscar-winnende actrice
- Urzila Carlson (1976) comedienne
- Bryan Habana (1983), Voormalig Springboks rugby speler